# ساوواتیا
ساوواتیا (به لاتین: Savvatiya) یک منطقهٔ مسکونی در روسیه است که در استان آرخانگلسک واقع شده‌است.